# 冯韶慧
冯韶慧（1965年9月—），河北曲阳人，中华人民共和国政治人物，现任河北省司法厅党组书记，厅长。本科毕业于河北师范大学，曾任中共廊坊市委副书记、市长，2016年7月任中共廊坊市委书记。2020年10月，不再担任中共廊坊市委市委书记，同年11月出任为河北省司法厅党组书记，厅长。